# Сокол, Алексей Николаевич
Алексе́й Никола́евич Со́кол (бел. Аляксей Мікалаевіч Сокал, род. 18 ноября 1973, Минск, Белорусская ССР, СССР) — белорусский государственный и политический деятель, председатель Центрального комитета Коммунистической партии Беларуси, ранее — депутат Палаты представителей Национального собрания Белоруссии 6-го созыва, депутат Минского городского Совета депутатов 27-го созыва.

## Биография
Родился 18 ноября 1973 года в городе Минске, в семье служащих.
После школы окончил Минский машиностроительный техникум по специальности «Монтаж и эксплуатация металлообрабатывающих станков и автоматических линий». Имеет высшее образование, окончил Белорусский государственный экономический университет, по специальности — экономист-менеджер; также окончил Академию управления при Президенте Республики Беларусь, является специалистом в области государственного управления.
Работал комплектовщиком склада, продавцом, товароведом, заместителем и начальником отдела организации торговли, заместителем директора, первым заместителем генерального директора открытого акционерного общества «ЦУМ Минск».
23 марта 2014 года был избран депутатом Минского городского Совета депутатов двадцать седьмого созыва, в 2016 году после избрания депутатом Палаты представителей досрочно сложил полномочия. За небольшой период работы в своём округе добивался благоустройства дворов, капитального ремонта домов, устройства асфальтного покрытия дорог, развития магазинов шаговой доступности и решения повседневных вопросов граждан в жилищно-коммунальном хозяйстве.
11 сентября 2016 года был избран депутатом Палаты представителей Национального собрания Республики Беларусь VI созыва по Восточному округу №107 города Минска. По результатам выборов на округе, в голосовании приняли участие 40 436 (59,0 %) человек, из которых за Алексея Сокола было подано 22 301 голосов (55,2 % от проголосовавших).
В Палате представителей являлся заместителем председателя Постоянной комиссии по экономической политике, являлся членом в постоянно действующих делегациях в межпарламентских организациях, межпарламентских комиссиях. Также являлся ответственным за законопроекты «О ратификации Протокола о внесении изменений в Соглашение между Правительством Республики Беларусь и Правительством Российской Федерации о мерах по урегулированию торгово-экономического сотрудничества в области экспорта нефти и нефтепродуктов от 12 января 2007 г.», «О внесении изменений и дополнений в Закон Республики Беларусь «Об инвестициях», «О внесении изменений и дополнений в Закон Республики Беларусь «О государственных закупках товаров (работ, услуг)».
14 мая 2017 года Алексей Сокол был избран первым секретарём Коммунистической партии Беларуси (до этого являлся секретарём ЦК КПБ), по итогам VI Пленума Центрального комитета. Возглавлявший партию Игорь Карпенко освобожден от обязанностей в связи со значительно возросшей нагрузкой в должности министра образования Беларуси. Вторым секретарём ЦК стал Георгий Атаманов.

## Награды
- Имеет Благодарственное письмо Президента Республики Беларусь, награжден Почетной грамотой Национального собрания Республики Беларусь и Совета Министров Республики Беларусь (2024)[5], почетными грамотами Минского городского исполнительного комитета и Минского городского Совета депутатов.
- Памятный знак «МПА СНГ. 25 лет» (27 марта 2017 года, Межпарламентская ассамблея СНГ) — за содействие в деятельности Межпарламентской Ассамблеи и её органов[6].

## Личная жизнь
Женат, имеет сына.